# Secret du roi
El Secret du Roi ("Secreto del Rey") fue el servicio secreto del rey de Francia Luis XV. Es heredero del Cabinet noir del cardenal Richelieu y antecesor del BCRA y de la DGSE. Permaneció en activo desde 1745 a 1774.
En el momento de su creación, su dirección le es confiada al cardenal Fleury, que estará a cargo durante veinte años. Sucesivamente controlada por el príncipe de Conti, Jean Pierre Tercier y el conde de Broglie, esta diplomacia secreta se dedicó al control de los ministros y al incremento de la influencia francesa en el Este y el Norte de Europa.

## Historia
El Secret du Roi estaba compuesto por un servicio de inteligencia (informes orales, intercepción de correspondencia) y un servicio de correspondencia en el extranjero que permitía edificar una diplomacia paralela basada en una red de hasta 32 agentes secretos en el extranjero pagados del bolsillo del rey, tales como el conde de Vergennes, el barón de Breteuil, el caballero d'Éon, Tercier o Durand.
El Secret se esforzó en nutrir una alianza con Austria y Rusia para enfrentarse a Prusia e Inglaterra. Originalmente el objetivo era el de influenciar a las voces y los partidos con el fin de instalar al príncipe de Conti en el trono de Polonia, que en aquella época era una república con monarquía electiva (Enrique III, último rey Valois de Francia, fue también elegido rey de Polonia), pues no podía influir de manera directa al estar en medio de la guerra de sucesión austriaca. Luis XV creía en una alianza entre Suecia, Prusia y Polonia para oponerse a la alianza austro-rusa. Respecto a este primer objetivo cabe destacar la elaboración, en su mayor parte por el caballero d'Éon poco después de la Guerra de los Siete Años, de un plan para un desembarco francés en Inglaterra que nunca se produciría.
A la muerte de Luis XV y el ascenso al trono de su nieto Luis XVI, el Secret fue disuelto. Sus agentes, que seguían activos, especialmente el conde de Broglie, se esforzaron en jugar un papel importante en la Guerra de independencia americana, como Pierre-Augustin Caron de Beaumarchais, que suministró armas a los insurgentes. Otros agentes fueron Charles Théveneau de Morande, Louis-Adrien Duperron de Castera y Louis de Noailles. También actuaron a sueldo del Secret el marqués de La Chétardie y Lestocq en la revolución palaciega de 1741 que instauraría a Isabel en un golpe de Estado que derrocó a Ana I.
Las intenciones del Secret con respecto a Rusia se pueden adivinar de la correspondiencia del conde de Broglie, director del servicio:

En cuanto a Rusia, no la hemos clasificado como potencia europea hasta ahora para eliminarla de ese rango y negarle incluso el derecho a hablar de asuntos europeos... Dejémosla caer en un sueño letárgico, del cual sólo será despertada por los tumultos internas, muy cuidadosamente preparadas por nosotros. Si agitamos constantemente estos tumultos, impediremos al Gobierno de los moscovitas hablar de política exterior.

Asimismo, el rey Luis XV en una misiva a su agente en San Petersburgo:

Por supuesto que lo saben, y lo repito claramente, el único objetivo de mi política hacia Rusia es alejarla lo más posible de los asuntos europeos. Todo lo que pueda meterla en el caos, la oscuridad interior, me beneficia.

El Secret trabajó del mismo modo en influenciar la política exterior de los estados europeos, como todo servicio secreto. Su existencia no sería revelada hasta pocos días antes de la muerte de Luis XV, en 1774.